# جيري شو
جيري شو هو لاعب كرة القدم الكندية كندي، ولد في 1943 في كالغاري في كندا.

## وصلات خارجية
- جيري شو على موقع JustSportsStats.com (الإنجليزية)